# 대소초등학교
대소초등학교는 대한민국 충청북도 음성군 대소면 오산리에 있는 공립 초등학교이다.

## 학교 연혁
- 1929년 5월 1일 대소공립보통학교 개교(설립인가 3월 20일)
- 1938년 4월 1일 대소공립심상소학교로 교명 개칭
- 1941년 4월 1일 대소공립국민학교로 교명 개칭
- 1981년 3월 1일 병설유치원 설립인가
- 1996년 3월 1일 대소초등학교로 교명 개칭
- 2002년 11월 5일 다목적 강당 준공
- 2003년 6월 9일 씨름장 준공
- 2005년 6월 16일 운동장 현대화 사업 준공
- 2019년 3월 1일 제29대 이상국 교장 부임
- 2020년 1월 7일 제88회 133명 졸업(총 졸업생 11,013명)
- 2020년 3월 2일 2020학년도 1학년 109명 입학

## 참고 자료
- 대소초등학교 - 한국교육학술정보원 학교알리미